# Rude Awakening
Rude Awakening – album amerykańskiej grupy thrashmetalowej Megadeth, wydany w 2002 roku. Była to ostatnia płyta przed pierwszym rozpadem grupy w roku 2002.

## Lista utworów
Płyta 1
1. Dread And The Fugitive Mind – 04:13 | The World Needs a Hero
2. Kill The King – 03:51 | Capitol Punishment
3. Wake Up Dead – 03:26 | Peace Sells... But Who’s Buying?
4. In My Darkest Hour – 05:28 | So Far, So Good, So What
5. Angry Again –03:23 | Hidden Treasures
6. She Wolf – 08:17 | Cryptic Writings
7. Reckoning Day – 04:25 Youthanasia
8. Devil's Island – 05:06 | Peace Sells... But Who’s Buying?
9. Train Of Consequences – 04:31 | Youthanasia
10. A Tout Le Monde – 04:49 | Youthanasia
11. Burning Bridges – 04:57 | The World Needs a Hero
12. Hangar 18 - 4:43 | Rust in Peace
13. Return To Hangar – 03:55 | The World Needs a Hero
14. Hook In Mouth – 04:41 | So Far, So Good, So What

Płyta 2
1. Almost Honest – 03:58 | Cryptic Writings
2. 1000 Times Goodbye – 06:14 The World Needs a Hero
3. Mechanix – 04:37 | Killing Is My Business... And Business Is Good
4. Tornado Of Souls – 05:57 | Rust In Peace
5. Ashes In Your Mouth – 06:05 | Countdown to Extinction
6. Sweating Bullets – 04:39 | Countdown to Extinction
7. Trust – 06:47 | Cryptic Writings
8. Symphony Of Destruction – 04:50 | Countdown to Extinction
9. Peace Sells – 05:23 | Peace Sells... But Who’s Buying?
10. Holy Wars – 08:52 | Rust In Peace

## Twórcy
- Dave Mustaine – wokal, gitara
- Dave Ellefson – bas
- Al Pitrelli – gitara
- Jimmy DeGrasso – perkusja